# Коефіцієнт Лернера
Коефіцієнт Лернера або індекс Лернера — в теорії галузевих ринків показник ринкової влади монополіста, який дорівнює відносному перевищенню ціни над граничними витратами. Коефіцієнт запропонував економіст Абба Лернер у 1934 році.

## Визначення
Автор запропонував вимірником монополізму вважати частку в ціні того розміру, на яку ціна реалізації перевищує граничні витрати, що обчислюється так:
{\displaystyle L={\frac {(P-MC)}{P}}}
де P — ціна; MC — граничні витрати.
Також коефіцієнт можливо обчислити через еластичність попиту, як зворотньо пропорційний показник:
{\displaystyle L={\frac {1}{E_{d}}}}
де {\displaystyle E_{d}} — еластичність попиту на продукцію фірми.

Коефіцієнт Лернера має чисельне значення від нуля до одиниці. Чим він більший, тим більше монопольна влада цієї фірми у своєму секторі ринку. Вважається, що в умовах досконалої конкуренції ціна дорівнює граничним витратам і коефіцієнт стає рівним нулю. Сама по собі монопольна влада не гарантує високий прибуток, оскільки прибуток залежить від відношення середніх витрат до ціни. Фірма може мати більшу монопольну владу, ніж інша фірма, але отримувати при цьому менший прибуток з причини своїх великих витрат.
Як приклад порівняємо середній універсам і цілодобовий магазин, що працюють в одному районі. Приймемо, що в універсамі націнка становить 15—20 %, а в цілодобовому магазині 25—30 %. Це пояснюється тим, що універсами працюють в більш конкурентному середовищі — під час їх роботи одночасно працюють інші торгові точки і для забезпечення значної кількості покупців необхідно запропонувати привабливі ціни. Цілодобові магазини призначають більш високу ціну, ніж універсами тому, що частина їхніх покупців припадає на час, коли відсутній великий вибір торгових точок або заради незначної покупки немає сенсу шукати інші варіанти. Кількість відвідувачів таких магазинів у цілому менше залежить від цін, ніж у супермаркетів (менш еластичний попит). Згідно з коефіцієнтом Лернера, у маленьких магазинів виходить більше монопольної влади, тому що вони встановлюють більш високу націнку. Але при цьому такі магазини зазвичай отримують значно меншу суму прибутку, ніж універсам, тому що значно менше сума їх реалізації, а середні витрати вищі.

## Формальний доказ
Розглянемо задачу максимізації прибутку, яку вирішує монополіст:
{\displaystyle \max _{Q}\pi =P(Q)Q-C(Q)}
де {\displaystyle P(Q)} — зворотна функція попиту (залежність ціни від кількості); {\displaystyle C(Q)} — функція витрат. Тоді оптимальний обсяг виробництва може бути знайдений з умови:
{\displaystyle {\frac {dP}{dQ}}Q+P(Q)=MC(Q)}
де {\displaystyle MC(Q)} — функція граничних витрат. Умову оптимальності можливо переписати таким чином:
{\displaystyle MC=P{\Big (}1+{\frac {dP}{dQ}}{\frac {Q}{P}}{\Big )}=P{\Big (}1-{\frac {1}{E_{d}}}{\Big )}}
Другий доданок у дужках за визначенням є показником еластичності попиту за ціною, узятим з протилежним знаком. Звідси виходить необхідне співвідношення:
{\displaystyle L={\frac {(P-MC)}{P}}={\frac {1}{E_{d}}}}